# Ischnomesus paucispinis
Ischnomesus paucispinis är en kräftdjursart som beskrevs av Menzies1962. Ischnomesus paucispinis ingår i släktet Ischnomesus och familjen Ischnomesidae. Inga underarter finns listade i Catalogue of Life.